# Pseudobalistes flavomarginatus
Pseudobalistes flavomarginatus o pez ballesta de márgenes amarillos es una especie de peces de la familia Balistidae en el orden de los Tetraodontiformes, los peces con aletas radiadas.

## Morfología
Pueden llegar alcanzar los 60 cm de longitud total. La forma del cuerpo es ovalada y aplanada por los lados. Está envuelto por una capa de placas óseas bajo la piel, como es habitual en los peces ballesta. La primera aleta dorsal está formada por tres radios de espinas eréctiles que le sirven de defensa y para disuadir a los depredadores. Esta aleta le sirve también para encontrar escondrijos seguros: se introduce en huecos por los que sólo puede pasar con la aleta plegada, y una vez dentro la despliega y evita ser arrastrado por las corrientes.
La segunda aleta dorsal es casi simétrica a la anal: la primera tiene entre 24 y 27 radios blandos, y la segunda, de 22 a 25. Las pectorales tienen 15 o 16. La aleta caudal es redondeada, y las ventrales no son más que protuberancias.
Los individuos jóvenes tienen el dorso blanco con bandas negras, y un moteado azul o negro en el vientre amarillo. Cuando crezcan serán verdes con puntos negros, y al llegar a adultos muestran un margen amarillo en el borde de las aletas. El moteado desaparece y las escamas crecen de forma irregular.
La zona de la boca carece de escamas. Tiene dientes fuertes para abrir los caparazones de sus presas.
Pueden ser peligroso su consumo debido a la intoxicación por ciguatera.

## Distribución geográfica
Se encuentra en las aguas tropicales y los arrecifes del Indopacífico: desde las costas del Mar Rojo hasta las de KwaZulu-Natal (Sudáfrica), desde el este al sur de Japón; en las islas Seychelles, Reunión, Mauricio y las Maldivas; en Indonesia, India, Australia, Nueva Guinea, Filipinas, Taiwán y Micronesia; Samoa y Tuamotu, y Tonga. Se pueden encontrar en arrecifes de corales, entre 2 y 50 metros de profundidad, en aguas poco profundas, en estuarios y en lagunas costeras.

## Reproducción
El pez ballesta de márgenes amarillos es ovíparo y se reproduce en parejas. Los machos migran al lugar de apareamiento y establecen un territorio. Allí crean nidos en la arena disparando chorros de agua con la boca. Las hembras llegan varios días después, en grupos. Cuando los machos las localizan, las siguen e intentan dirigirlas a su nido, mientras golpean con fuerza su aleta caudal. Las hembras se separan del grupo y eligen un macho para aparearse. Estos encuentros duran unos 2 minutos. El desove se produce con la luna nueva, y aproximadamente ponen 430.000 huevos de 0,55 milímetros de diámetro. Separan las masas de huevos en cámaras dentro del nido, y en diferentes nidos dentro del territorio del macho.
Tras la fecundación la hembra lo guarda y lo defiende con agresividad de intrusos. Cuando no se aparean, los peces son solitarios o pueden permanecer en parejas.

## Alimentación
El pez ballesta de márgenes amarillos se alimenta de algas y bentos (erizos de mar, crustáceos, pólipos...).